# Marañónmånbröst
Marañónmånbröst (Melanopareia maranonica) är en fågel i familjen månbröst inom ordningen tättingar.

## Utbredning och systematik
Fågeln förekommer i  sydligaste Ecuador (södra Zamora-Chinchipe) och näraliggande norra Peru. Den behandlas som monotypisk, det vill säga att den inte delas in i några underarter.

## Status
IUCN kategoriserar arten som livskraftig.